# Castelcucco
Castelcucco település Olaszországban, Veneto régióban, Treviso megyében. Lakosainak száma 2326 fő (2023. január 1.). Castelcucco Asolo, Cavaso del Tomba, Monfumo, Pieve del Grappa és Possagno községekkel határos.

## Népesség
A település népességének változása:
| Lakosok száma | 2228 | 2258 | 2326 |
|               | 2017 | 2018 | 2023 |